# Adesmia sessiliflora
Adesmia sessiliflora es una especie de planta floral del género Adesmia, categorizada en la tribu Dalbergieae, de la familia Fabaceae.

## Distribución
Especie nativa de Chile. Crece en el bioma desértico o montañoso.

## Taxonomía
Fue descrita por Phil.
Tratamiento taxonómico
La especie aparece registrada y publicada en Florula Atacamensis seu Enumeriatio: 16 (1860).